# Heather Nova
Heather Nova (Heather Allison Frith, Bermudas, 6 de Julho de 1967) é uma compositora, letrista e cantora de rock alternativo natural das Bermudas.

## Biografia
Heather surge com algum sucesso na Europa no início dos anos 1990 com o álbum Blow. Com diversos álbuns lançados desde 1993, Heather é uma das referências do pop-rock feminino, sendo umas das participantes, em 1998, no festival organizado por Sarah McLachlan, Lilith Fair, no qual apenas participam artistas femininas. Em 2002, Nova publica um livro de poemas e desenhos com o título, Sorrowjoy.

## Discografia

### Álbuns
- Glow Stars (1993)
- Blow (live, 1993)
- Oyster (1994)
- Siren (1998)
- Wonderlust (live, 2000)
- South (2001)
- Storm (2003)
- Redbird (2005)
- The Sorrowjoy (2006)
- The Jasmine Flower (2008)
- 300 Days at Sea (2011)
- The Ways it Feels (2015)

### Singles
- "Walk This World" (1994)
- "Maybe An Angel" (1995)
- "Truth and Bone" (1996)
- "London Rain (Nothing Heals Me Like You Do)" (1998)
- "Heart & Shoulder" (1998)
- "I'm The Girl" (1999)
- "Gloomy Sunday" (1999)
- "Love Will Find You" (2000, com ATB)
- "Feel You Like A River" (2000, com ATB)
- "I'm No Angel" (2001, 2 partes)
- "Someone New" (2002, com Eskobar)
- "Virus of the Mind" (2002)
- "River of Life" (2003)
- "Welcome" (2005)
- "Renegade", "Made of Glass" (2007, com ATB)

### EP
- Heather Frith Ep (1990)
- Spirit In You (1993)
- Live From The Milky Way (1995)
- The First Recording (1997) reidição do Frith
- Together As One (2005,para The Bermuda Sloop Foundation)

### DVD
- Live at the Union Chapel (2004)

## Livros
- The Sorrowjoy - livro de poemas e desenhos. ISBN 0-9542115-0-2